# Meschduretschje (Kaliningrad, Osjorsk)
Meschduretschje (russisch Междуречье, deutsch Auerfluß, russisch nach 1945 amtlich zunächst Meschretschje) ist ein kleiner Ort im Südosten der russischen Oblast Kaliningrad. Er gehört zur kommunalen Selbstverwaltungseinheit Munizipalkreis Osjorsk im Rajon Osjorsk.

## Geographische Lage
Meschduretschje liegt am westlichen Ufer der Angerapp (russisch: Angrapa), vier Kilometer südlich der Rajonstadt Osjorsk (Darkehmen/Angerapp) an der Straße von Wolnoje (Wollehnen) nach Tschistopolje (Jodszinn/Sausreppen). Ein Bahnanschluss besteht nicht.

## Geschichte
Das Gutsdorf Auerfluß zählte im Jahre 1818 ganze 20 Einwohner. Nach der Eingemeindung von Wollehlen (heute russisch: Wolnoje) stieg die Einwohnerzahl auf 103. Am 6. Mai 1874 wurde der Gutsbezirk Auerfluß dem neu gebildeten Amtsbezirk Gudwallen (heute russisch: Lwowskoje) im Kreis Darkehmen zugeordnet. Im Jahre 1907 war die Bevölkerungszahl von Auerfluß auf 131 angestiegen und betrug 1925 sogar schon 171. Am 30. September 1928 wurden die Landgemeinden Naujoken (1938–1945 Kleinauerfluß) sowie Waldhorst (bis 1923 Szameitschen, heute russisch: Konewo) und der Gutsbezirk Auerfluß zur neuen Landgemeinde Auerfluß zusammengeschlossen, und am 1. Oktober 1936 wurde die Gemeinde Neu Thalau in die Gemeinde Auerfluß eingegliedert. Die Einwohnerzahl stieg entsprechend an: 1933 betrug sie 300, 1939 bereits 374.
Im Januar 1945 wurde der Ort von der Roten Armee besetzt. Die neue Polnische Provisorische Regierung ging zunächst davon aus, dass er mit dem gesamten Kreis Darkehmen (Angerapp) unter ihre Verwaltung fallen würde. Im Potsdamer Abkommen (Artikel VI) von August 1945 wurde die neue sowjetisch-polnische Grenze aber unabhängig von den alten Kreisgrenzen anvisiert, wodurch der Ort unter sowjetische Verwaltung kam. Die polnische Umbenennung des Ortes in Taluliszki im Juli 1947 wurde (vermutlich) nicht mehr wirksam. Im November 1947 erhielt er den russischen Namen Meschretschje und wurde gleichzeitig dem Dorfsowjet Otradnowski selski Sowet in Rajon Osjorsk zugeordnet. 1963 gelangte der Ort in den neu gebildeten Lwowski selski Sowet. Seit dem Zerfall der Sowjetunion wird der Ort mit Meschduretschje bezeichnet. Von 2008 bis 2014 gehörte Meschduretschje zur Landgemeinde Krasnojarskoje selskoje posselenije, von 2015 bis 2020 zum Stadtkreis Osjorsk und seither zum Munizipalkreis Osjorsk.

## Kirche
Die mehrheitlich evangelische Bevölkerung von Auerfluß war vor 1945 in das Kirchspiel Darkehmen (1938–1946 Angerapp, seit 1946: Osjorsk) eingepfarrt. Es lag im Bereich des Kirchenkreises Darkehmen in der Kirchenprovinz Ostpreußen der Kirche der Altpreußischen Union. Die letzten deutschen Geistlichen waren die Pfarrer Johannes Gemmel und Helmut Passauer.
Waren alle kirchlichen Aktivitäten in der Zeit der Sowjetunion untersagt, so konnten sich in den 1990er Jahren in der Oblast Kaliningrad zahlreiche evangelische Gemeinden bilden. Meschduretschje liegt im Einzugsbereich der Kirchenregion Gussew (Gumbinnen), deren Geistliche Pfarrer der dortigen Salzburger Kirche sind. Sie gehört zur ebenfalls neu gebildeten Propstei Kaliningrad in der Evangelisch-Lutherischen Kirche Europäisches Russland (ELKER).